# Tal (München)
Das Tal ist eine Straße in der Münchner Altstadt.

## Beschreibung
Das Tal (frühere Schreibweise: Thal) erstreckt sich auf einer Länge von 500 Metern zwischen dem Alten Rathaus am Marienplatz im Westen und Isartor im Osten.
Heute ist die Straße von Einzelhandelsketten und Gastronomie geprägt. Zu den Anliegern gehören eine Filiale der Stadtsparkasse München und das Schneider Bräuhaus (bis 2015 Weißes Bräuhaus). In der Straße befinden sich zahlreiche denkmalgeschützte Wohn- und Geschäftshäuser, darunter zum Beispiel das Kalter-Haus (Goldene 19).
Im Juli 2022 wurde vom Münchner Stadtrat beschlossen, das Tal ab 2023 zur Fußgängerzone zu machen und es dichter zu begrünen.

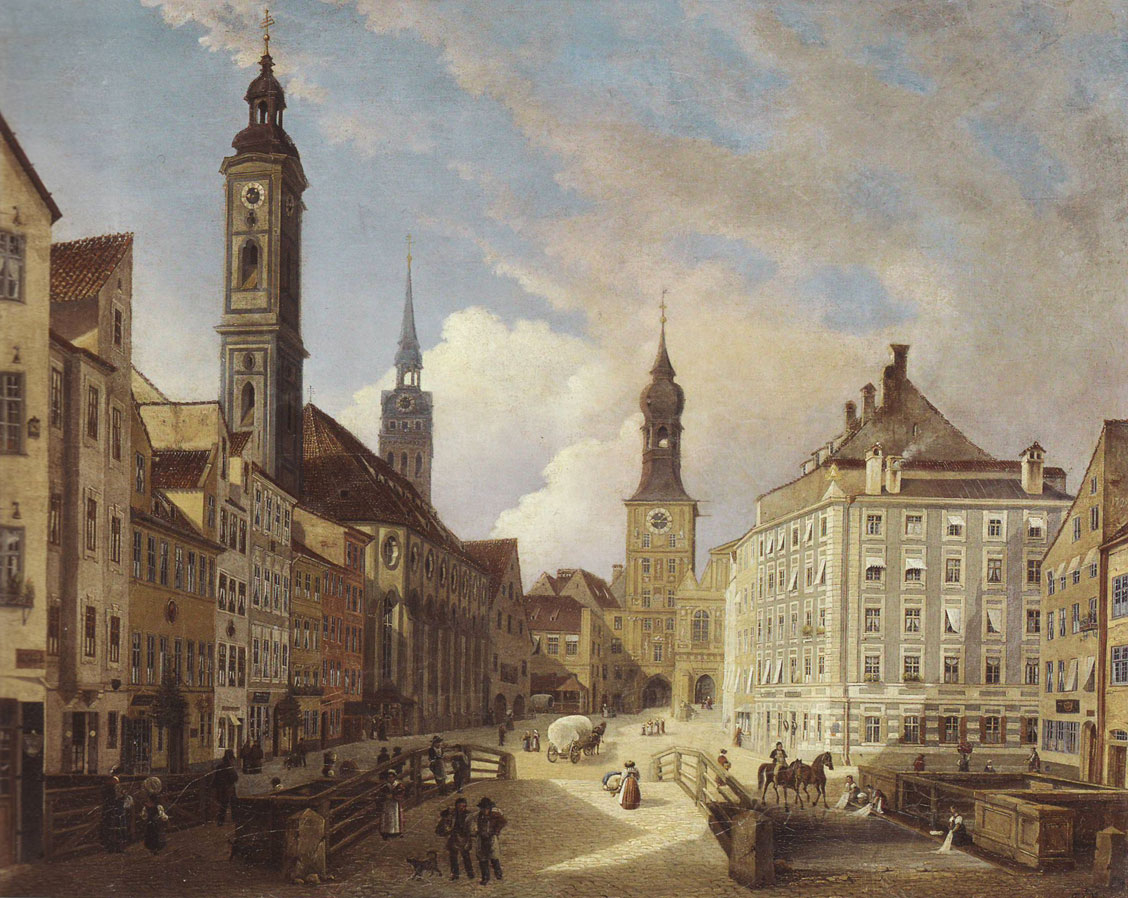
Ansicht aus dem Jahr 1835. Blick von Ost nach West. Links der Turm der Heilig-Geist-Kirche, in der Mitte das Alte Rathaus
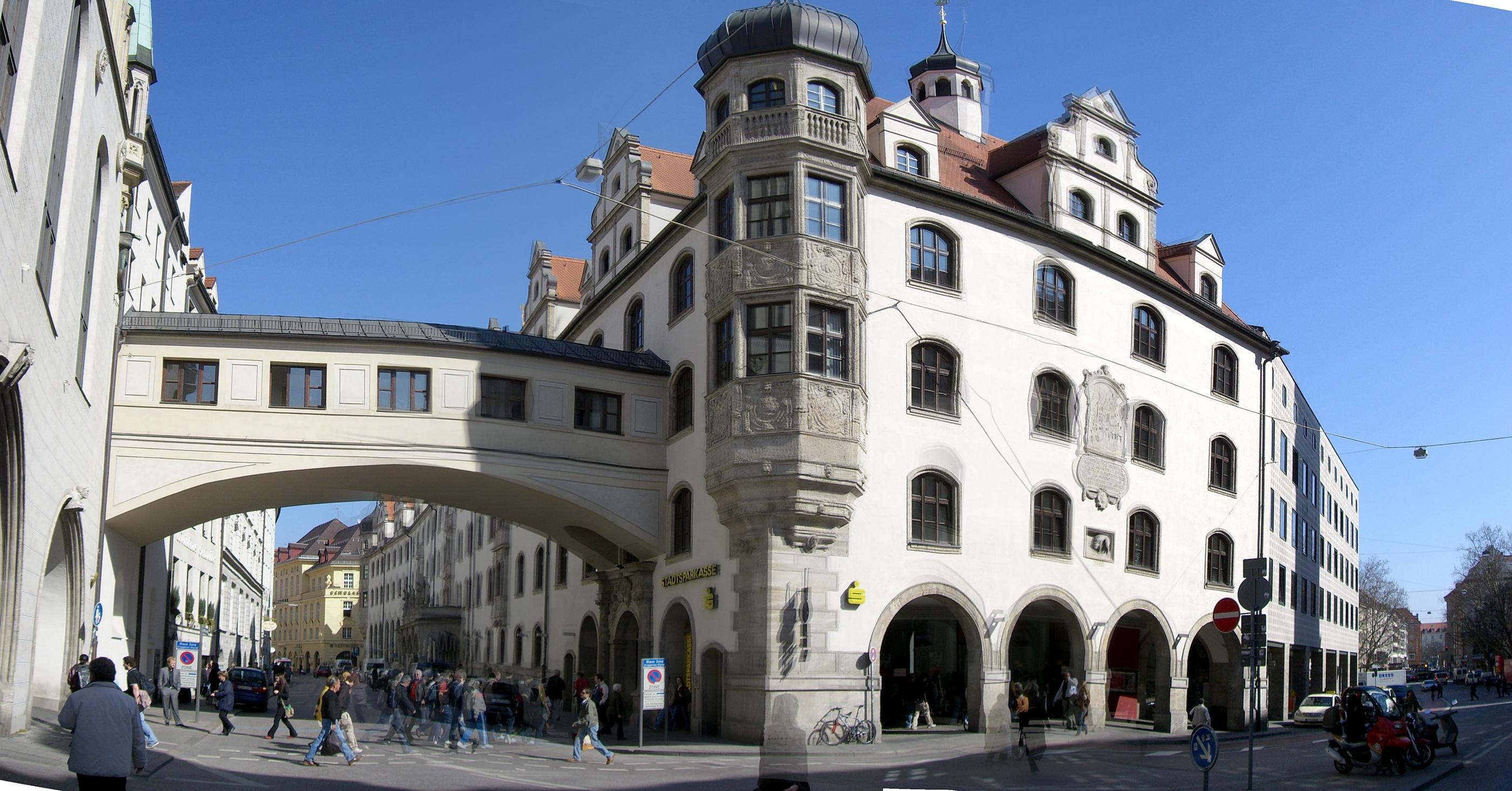
Westlicher Teil des Tals mit Blick zur Sparkassenstraße. Die Straße setzt sich nach rechts bis zum Isartor fort
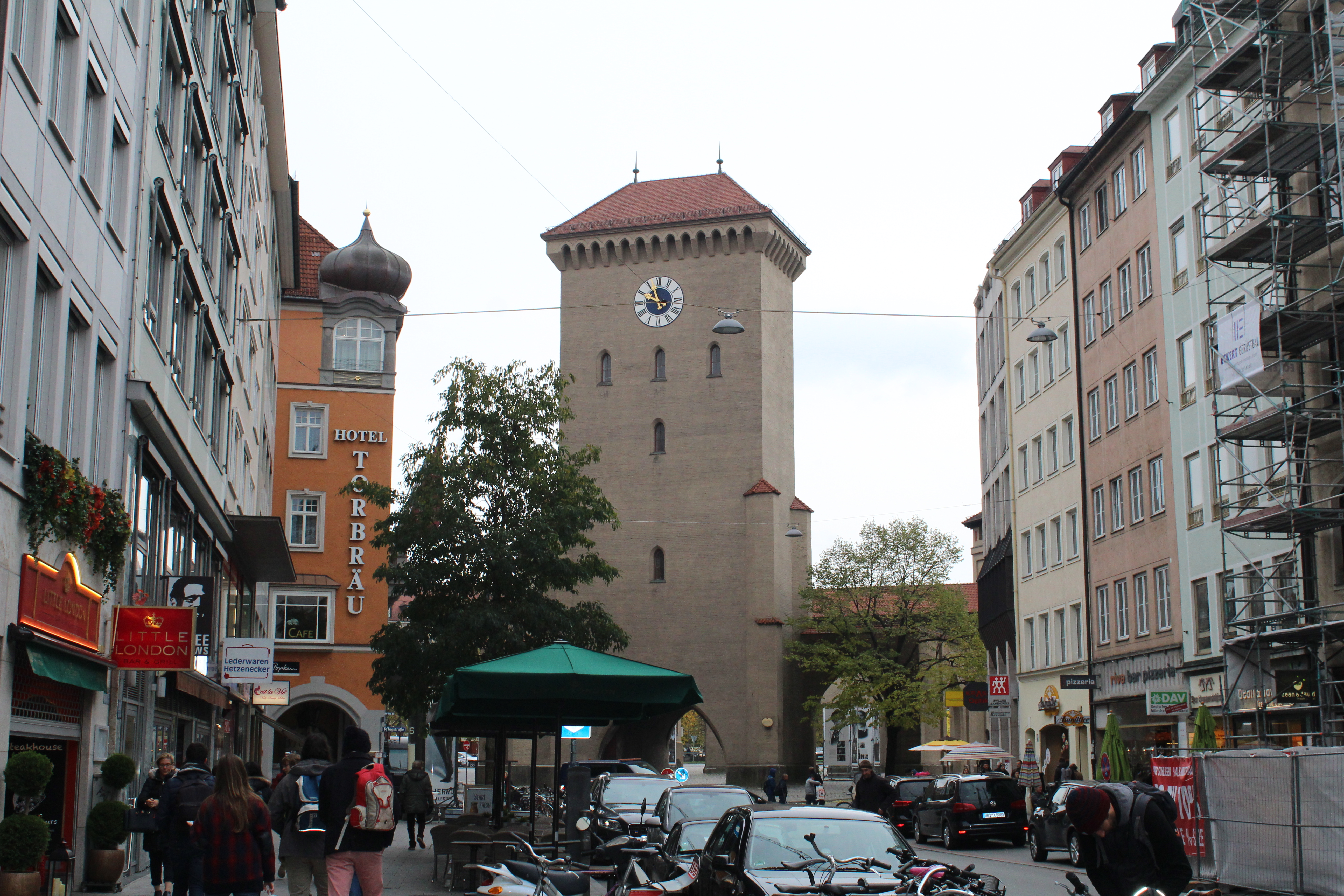
Blick aufs Isartor
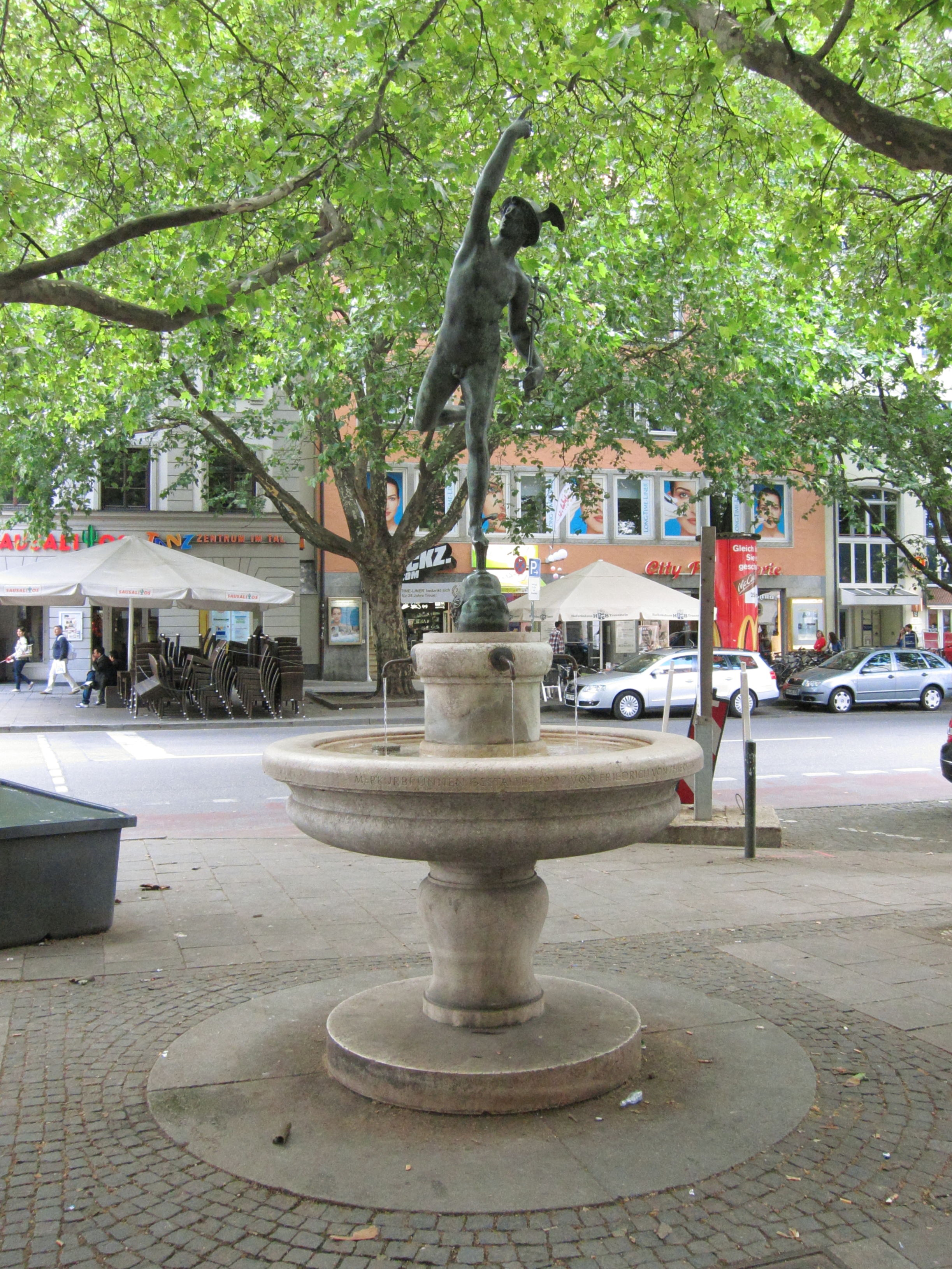
Merkurbrunnen von Friedrich von Thiersch im Tal 11–13

## Geschichte
Das Tal war Teil der Salzstraße, die von Salzburg bzw. Bad Reichenhall über München und Landsberg am Lech in die Schweiz führte. Die Straße lag außerhalb der ersten mittelalterlichen Stadtmauer, weshalb an ihrem Beginn die Heilig-Geist-Kirche steht, die als Kirche des ersten Münchner Spitals bewusst mit diesem außerhalb der Mauern angelegt wurde. Die Benennung der Straße geht auf ihre tiefere Lage zurück. Ein Schriftstück aus dem Jahr 1253 bezeugt, dass die Straße mindestens seit dem 13. Jahrhundert so genannt wird.
Im Tal befand sich ein wichtiger Treffpunkt für nationalsozialistische Politiker und deren Sympathisanten: das Sterneckerbräu (Tal 54, heute 38). Hier trafen sich ab 1919 die Mitglieder der neu gegründeten Deutschen Arbeiterpartei (DAP) – eine deutsche Kleinpartei und die Vorläuferorganisation der NSDAP, der bereits Adolf Hitler angehörte. Hitler richtete in einem Nebenraum des Sterneckerbräu im Oktober 1919 die erste Geschäftsstelle der DAP ein, die jedoch wegen zunehmender Mitgliederzahlen bald darauf in das größere Gasthaus Cornelius (Corneliusstraße 12) umziehen musste. In der Zeit des Nationalsozialismus wurde das Sterneckerbräu zu einem Parteimuseum der NSDAP umfunktioniert. Das Gebäude hat den Krieg überstanden. Heute befinden sich Geschäftsräume in der einstigen Gaststätte. Ebenfalls im Sterneckerbräu fand 1921 die Gründung des Bayerischen Heimat- und Königsbunds „In Treue fest“ statt, der am 2. Februar 1934 von den Nationalsozialisten verboten und 1952 wiedergegründet wurde.